# Boterkoek

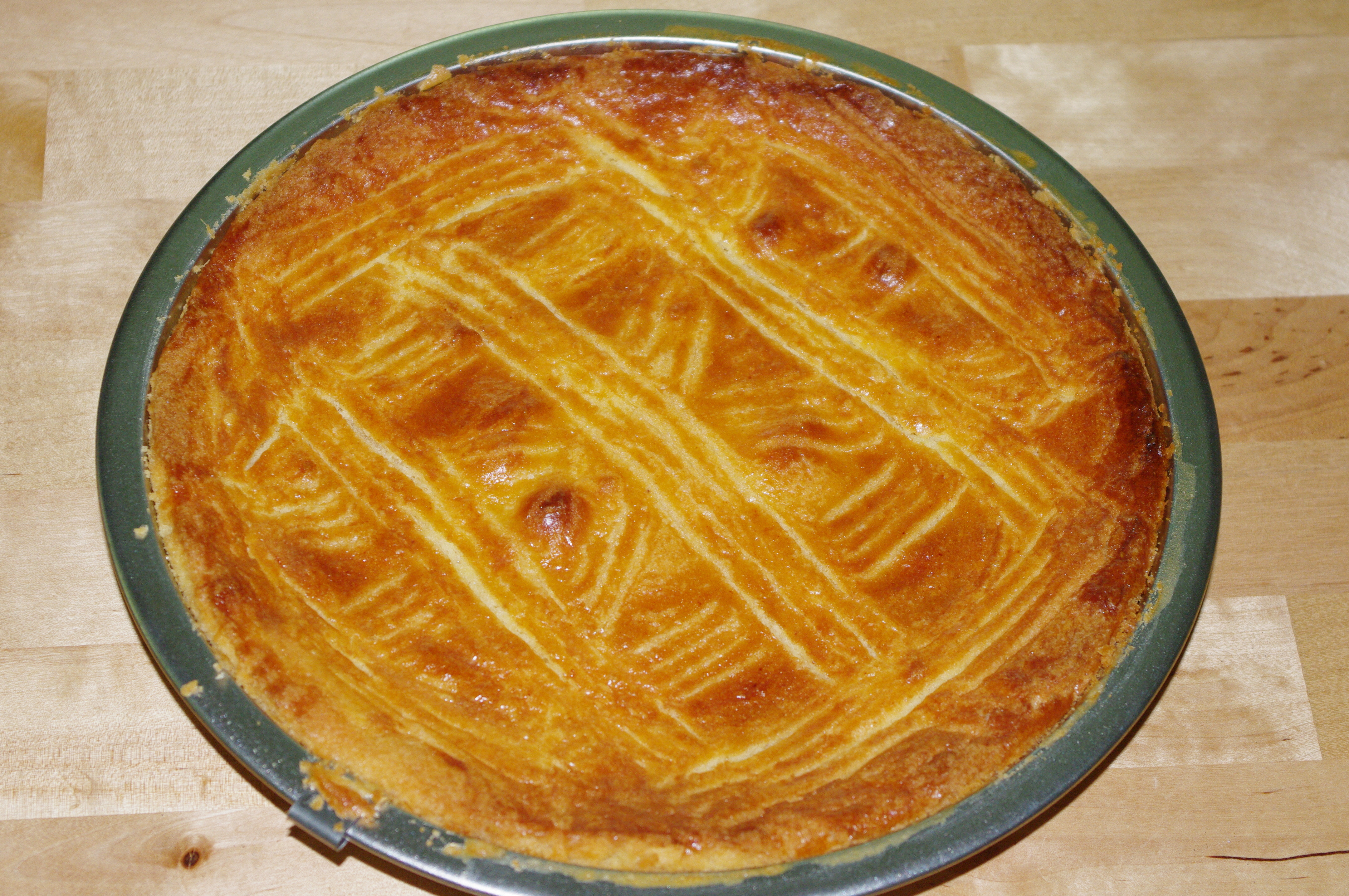
Niederländischer Butterkuchen auf Backblech

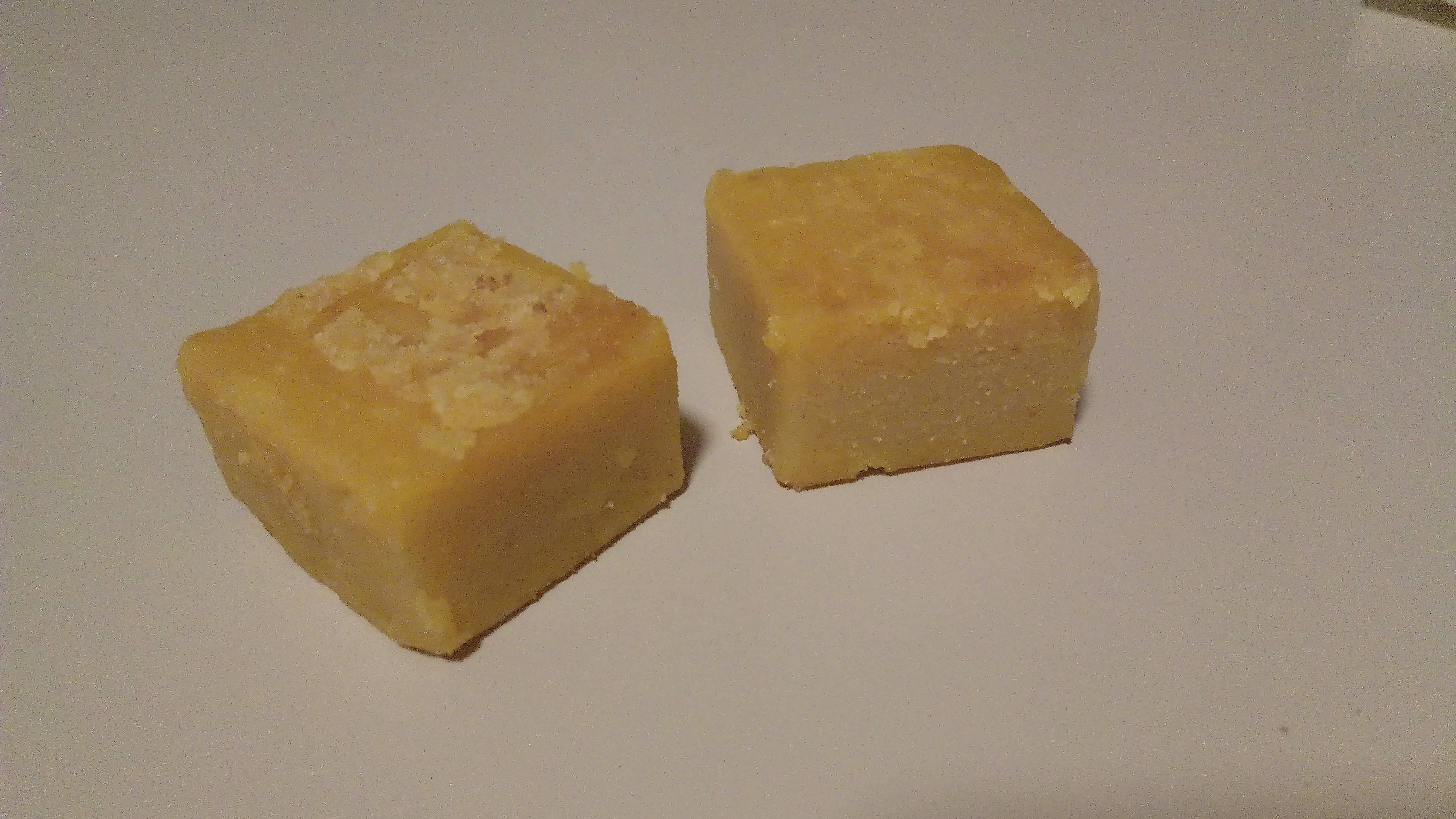
In Stücke geschnittener Butterkuchenteig

Boterkoek oder Niederländischer Butterkuchen ist ein Blechkuchen der niederländischen Küche.
Im Gegensatz zu dem in Deutschland bekannten und ähnlich benannten Butterkuchen wird dieser Kuchen nicht mit Milch und auch nicht aus Hefeteig, sondern mit einem einfachen Mürbeteig gemacht. Für den Teig werden Mehl, Zucker und Butter in einem Verhältnis von 1:1:1½ vermischt, zu einem Teig geknetet und gleichmäßig in einer Springform verteilt. Schließlich wird der Teig mit Eigelb bestrichen und im Backofen gebacken. Nachdem der Kuchen abgekühlt ist, wird er in der Regel in kleine, viereckige Stücke geschnitten. Mit mehr als 2100 Kilojoule pro 100 Gramm (500 kcal/100 Gramm) hat der Boterkoek einen besonders hohen Energiegehalt.
Der Kuchen gilt als Hausmannskost und wird wegen seiner Einfachheit für den Alltag, nicht aber für besondere Anlässe gebacken. Die Stücke werden in einer Dose aufbewahrt und zu Kaffee und Tee serviert oder einfach als Snack gegessen.